# أليدا بريتين
أليدا لويزا بريتين Alida Brittain (12 يونيو 1883  - 5 يناير 1943) كانت عازفة هارب بريطانية. وكانت زوجة السياسي والصحفي السير هاري بريتن. 